# ボリビアのイスラム教
本項目ではボリビアのイスラム教について記述する。

## 概要
ピュー研究所によるとムスリムは推計2000人とされ、総人口の0.1%にも満たない。国内のムスリム組織としては、サンタ・クルス・デ・ラ・シエラやスクレ、コチャバンバのボリビアイスラムセンター（スペイン語:Centro Islámico Boliviano、CIB）の他、スクレのムスリム集団が挙げられる。
ボリビアイスラムセンターは、1974年にパレスチナから亡命してきた、イマームのマフムド・アメル・アブシャラーが1986年8月に設立。1992年には国内初のモスクを建設するべく委員会が立ち上げられ、1994年9月サンタクルスに完成した。
アブシャラーは2011年5月14日死去。CIBは現在スクレやコチャバンバ、ラパスに支部を有しておらず、ムスリムのほとんどは移民である。国際的なレベルでは、南米のイスラム組織の支部ではない。
初の公式のスンナ派モスクであるイェベル・アン・ヌル・モスクが、2004年ラパスに完成。同モスクはアッサラーム・モスクがスンナ派とシーア派双方の信者から寄付を受けている一方で、サンタクルスのスンニ派ボリビアイスラムセンターとの結び付きが強い。